# Jean-Claude Adelin
Jean-Claude Adelin est un acteur, réalisateur, metteur en scène et formateur en éducation équin belge né en 1958.

## Biographie
Coiffeur de formation et passionné de cinéma, Jean-Claude Adelin commence sa carrière d'acteur en tournant avec André Téchiné, Alain Corneau, Bertrand Tavernier.
Au théâtre, il interprète les grands classiques de William Shakespeare, Molière, Henrik Ibsen, August Strindberg.
À la télévision, il participe à de nombreuses séries (Garonne, Tropiques amers, Les Monos...) et téléfilms.
Passionné d'équitation, Jean-Claude est diplômé d'éthologie. Il donna des cours lors d'une résidence au haras national de Rodez et mettra en scène des spectacles équestres,.
A ce jour, il enseigne à travers des stages dans toute le France et grâce à un accompagnement en ligne, l'éducation des chevaux pour une relation harmonieuse entre ces derniers et les cavaliers.

## Filmographie

### Comme acteur

#### Cinéma
- 1984 : La Tête dans le sac de Gérard Lauzier : Gérald
- 1985 : Le Lieu du crime d'André Téchiné : Luc
- 1985 : Tristesse et Beauté de Joy Fleury : Martin
- 1986 : Buisson ardent de Laurent Perrin : Jean
- 1986 : Le Môme d'Alain Corneau : Battista
- 1987 : Avril brisé de Liria Bégéja : Gjerg
- 1987 : La Passion Béatrice de Bertrand Tavernier : Bertrand Lemartin
- 1988 : Chocolat de Claire Denis : Luc
- 1988 : Dandin de Roger Planchon : Clitandre
- 1990 : Monsieur de Jean-Philippe Toussaint : L'agent immobilier
- 1990 : Bleu marine de Jean-Claude Riga : Jacques
- 1990 : Oostende d'Éric Woreth : Jim
- 1991 : Annabelle partagée de Francesca Comencini : Luca
- 1992 : La Sévillane de Jean-Philippe Toussaint : Le narrateur
- 1993 : Jock de Jean-Paul Seaulieu
- 1994 : Les Braqueuses de Jean-Paul Salomé : Xavier
- 1995 : Mi nombre es Sombra de Gonzalo Suarez : L'autre
- 1999 : Le Plus Beau Pays du monde de Marcel Bluwal : Lambert
- 1999 : Mon père, ma mère, mes frères et mes sœurs… de Charlotte de Turckheim : Gaspa
- 2007 : Si c'était lui... d'Anne-Marie Étienne : Henri
- 2007 : Cherche fiancé tous frais payés d'Aline Issermann : Gérard
- 2010 : The Tourist de Florian Henckel von Donnersmarck : Brigadier Cavillan
- 2014 : Gazelle de Jean-François Pignon

#### Courts métrages
- 1984 : Mitra 15 de Serge Nicolas
- 2009 : Une nuit qu'il était à se morfondre... de Cyril Paris : Joseph

#### Télévision
- 1984 : Série noire : Meurtres pour mémoire de Laurent Heynemann (Série TV): Thiraud
- 1986 : La vallée des espoirs de Jean-Pierre Marchand (Série TV) : Serge
- 1986 : L'inconnue de Vienne de Bernard Stora (Téléfilm) : Le garçon de café
- 1989 : Les jupons de la révolution "Madame Tallien" de Didier Grousset (Série TV) : Tallien
- 1990 : L'Ami Giono: Le déserteur de Gérard Mordillat (Téléfilm) : Alex
- 1992 : Déposez armes de Rachid Bouchareb (Téléfilm)
- 1993 : Des années déchirées de Rachid Bouchareb (Téléfilm) : Pierre
- 1994 : Eugénie Grandet de Jean-Daniel Verhaeghe (Téléfilm) : Charles Grandet
- 1995 : Combats de femme "Le cauchemar d'une mère" d'Eric Woreth (Série TV) : Guy Renaud
- 1995 : Terrain glissant de Joyce Bunuel (Téléfilm) : Philippe
- 1995 : Un ange passe de Guy Jorré (Téléfilm) : Laker
- 1995 : Le Mas Théotime de Philomène Esposito (Téléfilm) : Pascal
- 1996 : La poupée qui tue de Bruno Gantillon (Téléfilm) : Serge
- 1996 : Chloé de Dennis Berry (Téléfilm) : Jean-Michel
- 1996 : Les Bœuf-carottes "Sonia" de Peter Kassovitz (Série TV) : Costello
- 1997 : La fille des nuages de Henri Helman (Téléfilm) : Anthony de La Vigne
- 1997 : Une femme en blanc de Aline Issermann (Série TV) : Bernard
- 1998 : Nouvelle vie, nouvelle donne de Francesco Massaro (Téléfilm) : Dominique
- 1998 : Dossiers : Disparus -Saison 1- (Série TV) : Fabio Corsi
- 1999 : Les Cordier, juge et flic "Faux Semblants" de Paul Planchon (Série TV) : Capitaine Leblanc
- 2000 : B.R.I.G.A.D. -Saison 1- de Marc Angelo (Série TV) : Paul Caroski
- 2000 : Joséphine, ange gardien "Des cultures différentes" de Philippe Monnier (Série TV) : François Lenoir
- 2000 : La petite absente de José Pinheiro (Téléfilm) : Daniel
- 2000 : Dossiers : Disparus -Saison 2- (Série TV) : Fabio Corsi
- 2001 : Les Cordier, juge et flic, épisode Angéla : Sylvain Marchand
- 2001 : Maigret, épisode Maigret et la Croqueuse de diamants : Le boxeur
- 2002 : Garonne, mini-série réalisée par Claude d'Anna : Luis Camarro
- 2003 : La Maison des enfants, série télévisée, saison 1 : Bernard Clairvaux
- 2004 : Les Monos série télévisée : Ben
- 2004 : B.R.I.G.A.D., série télévisée, saison 2 : Paul Caroski
- 2004 : Un parfum de Caraïbes, téléfilm : Éric Lefeuil
- 2004 : Le Miroir de l'eau, série télévisée : Nicolas
- 2006 : Une famille formidable, série télévisée, saison 6, épisodes 2 et 3 : Patrick
- 2006 : Sœur Thérèse.com, série télévisée, saison 5, épisode 1 : Marc Salvagny
- 2006 : Julie Lescaut, série télévisée, saison 15, épisode 3 : Larcher
- 2007 : Tropiques amers, série télévisée de Jean-Claude Barny : Théophile Bonaventure
- 2007 : La Cour des grands : JB
- 2010 : Joséphine, ange gardien dans l'épisode 53 (Marie-Antoinette) de la saison 14 : Hadrien Letourneur
- 2010 : RIS police scientifique dans l'épisode Plus belle que moi - saison 5 : Jacques Ballancourt
- 2010 : Julie Lescaut, épisode 3 saison 19, Rédemption de Dominique Tabuteau : Commandant Lacroix
- 2010 : Section de recherches dans l'épisode Les Chasseurs : Antoine Delcroix
- 2016 : Le Sang de la vigne, Médoc sur ordonnance de René Manzor : Xavier Izardet
- 2016 : Sam, saison 1 - 6 épisodes, de Valérie Guignabodet : M. Legeay
- 2017 : La Vie devant elles (saison 2) de Gabriel Aghion : Roger
- 2017 : La Loi de Gloria de Didier Le Pêcheur : Marc
- 2017 : Crime dans les Alpilles de Éric Duret : Patrick Balarello

### Comme réalisateur
- 1990 : Erps Kwerps, court métrage
- 1996 : Le Dernier amour d'un Casanova, documentaire

## Théâtre
- 1982 : Les Derniers Mots de Dutch Schultz de William S. Burroughs, mise en scène Serge Nicolas
- 1983 : Wulpen de P.P. Hamesse, mise en scène Bruno Bulte
- 1983 : Le Monte-plats d'Harold Pinter, mise en scène Marcel Delval
- 1983 : Hamlet de William Shakespeare, mise en scène Daniel Scaese
- 1983 : Zoo Story d'Edward Albee, mise en scène Guy D. Len
- 1987-1988 : George Dandin ou le Mari confondu de Molière, mise en scène Roger Planchon, TNP Villeurbanne, tournée
- 1989 : Les Revenants d'Henrik Ibsen
- 1989 : La Dame de la mer d'Henrik Ibsen, mise en scène Jean-Claude BUCHARD
- 1990 : La Ménagerie de verre de Tennessee Williams, centre d'action culturelle de Saint-Brieuc
- 1991 : La nuit vénitienne d'Alfred de Musset, mise en scène Léonidas Strapatsakis
- 1994 : Erasme, le voyage à Bâle de Pierre Laville, mise en scène Simone AMouyal, théâtre de la Criée, Marseille
- 1996-1997 : Macbeth de William Shakespeare, mise en scène Katharina Talbach, Théâtre national de Chaillot, comédie de Genève
- 1999 : September de Woody Allen, mise en scène Joe Hardy, théâtre Mouffetard

## Spectacles équestres
- 2013 : Equestria, Tarbes
- 2014 : Mademoiselle Julie d'August Strindberg, mise en scène Jean-Claude Adelin, Haras national de Rodez[4]

## Distinctions
- 1990 : prix de la Procirep, prix de la Qualité du CNC pour Erps Kwerps[5]